# توماس ودگه (بازیکن راگبی)
توماس ودگه (انگلیسی: Thomas Wedge; ۱۵ اوت ۱۸۸۱ – ۱۱ دسامبر ۱۹۶۴) بازیکن راگبی ۱۵ نفره اهل بریتانیا بود.